# 智能販賣機

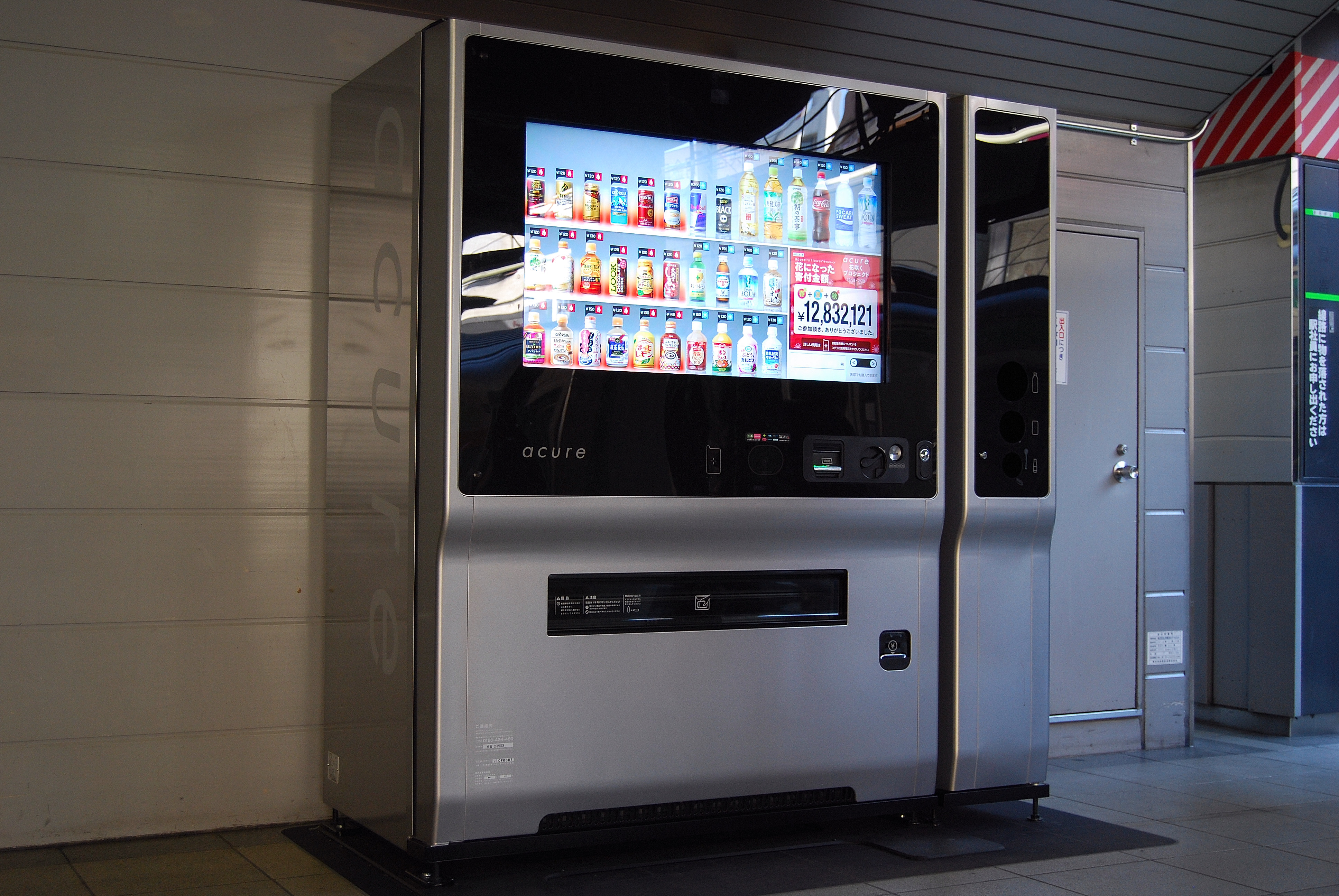
世界上第一部智能販賣機，由JR東日本公司研發。

智能販賣機（英語：Smart Vending Machines，日語：スマート自販機，次世代自販機）是新一代的自動販賣機，屬於物聯網之一。智能售賣機基於傳統自動販賣機作出改良，加入多種新科技元素如雲端、電子支付、人臉識別、靜脈認證等技術而成。

## 歷史
智能販賣機最早出現於日本。2006年8月10日，由JR東日本旗下子公司JR東日本水務研發的acure智能販賣機，面世於東京的JR品川站。該款販賣機配備大型觸碰式顯示器和「營銷頭腦」系統，實現了顧客和商品的全新交流方式。「營銷頭腦」的主要功能是利用自動販賣機上的傳感器判定顧客的年齡、性別，從而為顧客進行定制化商品推薦。同時，該系統可以因應季節、時間和環境等語境的變化而推薦不同商品。該系統亦可以收集營銷數據並利用這些數據調整商品推薦策略。

## 特色
智能販賣機接通互聯網，且具備多種新興技術，從傳統單向為顧客提供貨品的機器，變為能夠提供更多延伸服務的物聯網。

### 數碼內容發放
智能販賣機能夠充當電子廣告牌，在觸控屏上提供定制內容，例如促銷，影片，遊戲和電視廣告等。通過置於高人流地點的智能販賣機，品牌能夠直接接觸特定的受眾。品牌亦可實時遠程管理定制內容，有助建立新的內容和廣告收入來源。

### 智能支付
用戶可以使用近場通信（NFC）系統，如Suica、悠遊卡、八達通等付款，亦可使用信用卡或其他流動支付方式，如Apple Pay、支付寶、微信支付等。智能販賣機為用戶提供了更便利的購物體驗，具備安全認證技術的支付服務亦提高販賣機的使用率和客戶的忠誠度。

### 互動推廣
消費者可使用智能手機進行身分識別，並能連接社交網絡，進行遊戲、收發禮物、接收促銷和定制廣告等營銷活動。販賣機可以利用遊戲化讓顧客打卡和進行互動，從而提高整體用戶參與度。例如，可口可樂公司於2013年推出手機應用程式Coca-Cola Freestyle，並將QR碼附加到自動販賣機上，鼓勵消費者創建頭像，定期登錄並獲得虛擬禮物等獎勵。

### 貨存管理
製造商能夠從機器收集消費者數據，監控使用情況以獲得準確的庫存狀況，從而做到零時差的貨物補給。供應商可以根據貨存量與銷售趨勢調配物流，制定最節省時間和人力成本的物流路線。系統更能從收集得來的大數據以及其他情報做出智能庫存決策，例如：如果天氣在未來幾天變冷，即使系統監測出雪糕的貨存量低，亦不代表它會訂購更多的雪糕。

### 維修及能源節約
新一代販賣機實現遠程診斷和修復機器，更能為供應商節省能源支出。例如，可口可樂公司在日本推出了一款超節能自動販賣機，能在夜間冷卻飲料，並在白天使用氣密門和真空絕緣材料保持飲品涼爽。節能技術使供應商能夠控制和轉移用於冷卻飲料的功率，令機器可以在不使用電力的情況下提供冷凍產品，從而減少白天的功耗。